# L'antivirtuoso
L'antivirtuoso è un album per solo piano di Gian Piero Reverberi pubblicato il 27 marzo 1993 dalla DDD - La Drogueria di Drugolo e distribuito dalla BMG Ariola. La copertina è dell'angenzia Anastasia di Flora Sala e Micki Raimondi, Eckhard Gmeiner.

## Descrizione
Sei tracce sono del repertorio dei Rondò Veneziano adattate in forma pianistica. Le stesse versioni, con l'aggiunta degli archi, saranno utilizzate per alcuni album successivi (Attimi di magia - Magische Augenblicke, 25 - Live in Concert e Rondò Veneziano Chamber Orchestra).
Per questo motivo è considerato anche un album dei Rondò Veneziano.

## Tracce
1. Preludio e fantasia corale (Gian Piero Reverberi) - 10:17
2. Improvvisi Op. 11 3E (Gian Piero Reverberi) - 5:23
3. Improvvisi Op. 11 3Eb (Gian Piero Reverberi) - 3:10
4. Improvvisi Op. 11 2B (Gian Piero Reverberi) - 2:07
5. Improvvisi Op. 11 2Db (Gian Piero Reverberi) - 3:58
6. Improvvisi Op. 11 3Bb (Gian Piero Reverberi) - 3:11
7. Improvvisi Op. 11 2C (Gian Piero Reverberi) - 2:39
8. Improvvisi Op. 11 2Cb (Gian Piero Reverberi) - 3:13
9. Scherzo 3C (Gian Piero Reverberi) - 1:15
10. Studio 2C  (Gian Piero Reverberi) - 2:01
11. Sinfonia per un addio (Gian Piero Reverberi e Laura Giordano)[2] - 5:21
12. Casanova (Gian Piero Reverberi e Laura Giordano)[3] - 2:41
13. Perle d'oriente (Gian Piero Reverberi e Laura Giordano)[4] - 2:24
14. Bettina (Gian Piero Reverberi e Laura Giordano)[3] - 2:07
15. Arazzi (Gian Piero Reverberi e Laura Giordano)[4] - 3:09
16. Prime luci sulla laguna (Gian Piero Reverberi e Laura Giordano)[5] - 1:48

## Formazione
- Gian Piero Reverberi - pianoforte Steinway & Sons